# Суир-Аисово
Суи́р-Аи́сово (баш. Һуйыр-Айыс) — село в Белорецком районе Республики Башкортостан России. Входит в состав Инзерского сельсовета.  

## География

### Географическое положение
Расстояние до:
- районного центра (Белорецк): 147 км,
- центра сельсовета (Инзер): 62 км,
- ближайшей ж.-д. станции (Инзер): 52 км.

## Население
| 2002 | 2009 | 2010 |
| ---- | ---- | ---- |
| 1    | ↘0   | →0   |

Согласно переписи 2002 года, преобладающая национальность — башкиры (100 %).